# Osam glava u torbi
Osam glava u torbi (eng. 8 Heads in a Duffel Bag) je američka crna komedija iz 1997. u režiji Toma Schulmana. 

## Glumci
- Joe Pesci - Tommy Spinelli
- Andy Comeau - Charlie
- George Hamilton - Dick Bennett
- Kristy Swanson - Laurie Bennett
- Ernestine Mercer - Fern
- Todd Louiso - Steve
- Dyan Cannon - Annette Bennett
- Anthony Mangano - Rico
- Joe Basile - Benny
- Frank Roman - Paco

## Vanjske poveznice
- Osam glava u torbi u internetskoj bazi filmova IMDb-a